# Ellershausen (Frankenau)
Ellershausen ist ein Stadtteil von Frankenau im nordhessischen Landkreis Waldeck-Frankenberg. Das Dorf liegt im Kellerwald am Rand des Nationalparks Kellerwald-Edersee südwestlich der Kernstadt Frankenau.

## Geschichte

### Historische Namensformen
In den vergangenen über 1000 Jahren, in denen der Ort bereits besteht, hat der Ortsname einige Wandlungen erfahren. Die in den Urkunden vorkommenden Namen, vor allem in früheren Zeiten, sind nicht immer eindeutig dem genannten Ort zuzuordnen. So auch in einer Urkunde des Klosters Haina. Dort wird 1201 der Ort „Alartshusen“ genannt. Dieser Ort wird im historischen Ortslexikon im Jahr 1926 von Heinrich Reimer, dem Verfasser dieses Lexikons, sowohl auf Altershausen, als auch auf Ellershausen bezogen. Der Historiker Eckhart G. Franz hingegen bezieht diesen Namen nur auf eine Wüstung bei Ellershausen, welche sich jedoch weder im Ortslexikon von 1926, noch im entsprechenden Modul des Landesgeschichtlichen Informationssystems (LAGIS) des Hessischen Landesamts für geschichtliche Landeskunde finden lässt.
In historischen Dokumenten ist der Ort unter folgenden Ortsnamen belegt (Jahr: Ortsname):
- 1016: Adelhereshuson
- 1201: Alartshusen
- 1220: Ellershusin
- um 1250: Elershusen
- um 1250: Alardeshusen
- 1263: Alershusen
- 1269: Alharshusen
- 1270: Eylharshusen
- 1306: Alhartshusen
- 1314 & 1316: Alhartishusen
- 1318: Eilhartshusin
- 1318: Elershausen
- 1320: Elhartshusen
- 1354: Ellartshusin
- 1378: Ellerzhusin
- 1382: Elhartizhusen
- 1460: Ellirßhusen
- 1483: Ellreßhusen
- 1484: Ellershusin
- 1488: Ellershausen

### Wasserburg
Die Wasserburg Ellershausen wurde 1214 erstmals urkundlich erwähnt. Sie befand sich nördlich des Ortes. Erbauer waren die ortsadeligen Herren von Ellershausen. Von 1264 bis 1571 befand sie sich dann im Besitz der Familie Huhn. Danach werden die Herren von Drach als Eigentümer erwähnt. Im 19. Jahrhundert wurde sie aufgegeben und als Steinbruch benutzt. Erhalten ist heute noch ein geringer Rest der quadratischen Ringmauer.

### Ortsgeschichte
Ellershausen wurde erstmals im Jahre 1016 als Adelheredeshuson urkundlich erwähnt, als Bischof Burchard von Worms dem Kloster Nonnenmünster bei Worms seine Güter in Ellershausen schenkte.
Hessische Gebietsreform (1970–1977)
Zum 1. Juli 1972 wurde Ellershausen im Zuge der Gebietsreform in Hessen auf freiwilliger Basis in die Stadt Frankenau eingegliedert. Für Ellershausen wurde, wie für die übrigen Stadtteile von Frankenau, ein Ortsbezirk mit Ortsbeirat und Ortsvorsteher eingerichtet.

### Verwaltungsgeschichte im Überblick
Die folgende Liste zeigt die Staaten und Verwaltungseinheiten, denen Ellershausen angehört(e):
- 1016 und 1393: Gericht Viermünden
- vor 1567: Heiliges Römisches Reich, Landgrafschaft Hessen
- ab 1567: Heiliges Römisches Reich, Landgrafschaft Hessen-Marburg, Amt Frankenberg, Gericht Geismar
- 1604–1648: strittig zwischen Hessen-Kassel und Hessen-Darmstadt (Hessenkrieg)
- ab 1648: Heiliges Römisches Reich, Landgrafschaft Hessen-Kassel, Amt Frankenberg
- ab 1803: Heiliges Römisches Reich, Kurfürstentum Hessen, Amt Frankenberg
- ab 1806 Landgrafschaft Hessen-Kassel, Amt Frankenberg
- 1807–1813: Königreich Westphalen, Departement der Werra, Distrikt Marburg, Kanton Frankenau
- ab 1815: Kurfürstentum Hessen, Amt Frankenberg[7]
- ab 1821: Kurfürstentum Hessen, Provinz Oberhessen, Kreis Frankenberg[8][Anm. 2]
- ab 1848: Kurfürstentum Hessen, Bezirk Marburg
- ab 1851: Kurfürstentum Hessen, Provinz Oberhessen, Kreis Frankenberg
- ab 1867: Königreich Preußen, Provinz Hessen-Nassau, Regierungsbezirk Kassel, Kreis Frankenberg
- ab 1871: Deutsches Reich, Königreich Preußen, Provinz Hessen-Nassau, Regierungsbezirk Kassel, Kreis Frankenberg
- ab 1918: Deutsches Reich, Freistaat Preußen, Provinz Hessen-Nassau, Regierungsbezirk Kassel, Kreis Frankenberg
- ab 1944: Deutsches Reich, Freistaat Preußen, Provinz Kurhessen, Landkreis Frankenberg
- ab 1946: Deutsches Reich, Amerikanische Besatzungszone, Hessen, Regierungsbezirk Kassel, Landkreis Frankenberg
- ab 1949: Bundesrepublik Deutschland, Hessen, Regierungsbezirk Kassel, Landkreis Frankenberg
- ab 1972: Bundesrepublik Deutschland, Hessen, Regierungsbezirk Kassel, Landkreis Frankenberg, Stadt Frankenau
- ab 1974: Bundesrepublik Deutschland, Hessen, Regierungsbezirk Kassel, Landkreis Waldeck-Frankenberg, Stadt Frankenau

## Bevölkerung

### Einwohnerstruktur 2011
Nach den Erhebungen des Zensus 2011 lebten am Stichtag dem 9. Mai 2011 in Ellershausen 423 Einwohner. Darunter waren 3 (0,7 %) Ausländer.
Nach dem Lebensalter waren 87 Einwohner unter 18 Jahren, 287 waren zwischen 18 und 49, 81 zwischen 50 und 64 und 81 Einwohner waren älter. Die Einwohner lebten in 165 Haushalten. Davon waren 30 Singlehaushalte, 57 Paare ohne Kinder und 66 Paare mit Kindern, sowie 15 Alleinerziehende und keine Wohngemeinschaften. In 30 Haushalten lebten ausschließlich Senioren und in 114 Haushaltungen leben keine Senioren.

### Einwohnerentwicklung
| • 1577: | 41 Hausgesesse   |
| • 1747: | 29 Haushaltungen |

| Ellershausen: Einwohnerzahlen von 1834 bis 2019 | Ellershausen: Einwohnerzahlen von 1834 bis 2019 | Ellershausen: Einwohnerzahlen von 1834 bis 2019 | Ellershausen: Einwohnerzahlen von 1834 bis 2019 | Ellershausen: Einwohnerzahlen von 1834 bis 2019 |
| --- | ----------------------------------------------- | ----------------------------------------------- | ----------------------------------------------- | ----------------------------------------------- |
| Jahr |                                                 |                                                 |                                                 | Einwohner                                       |
| 1834 | 1834                                            |                                                 | 401                                             | 401                                             |
| 1840 | 1840                                            |                                                 | 394                                             | 394                                             |
| 1846 | 1846                                            |                                                 | 402                                             | 402                                             |
| 1852 | 1852                                            |                                                 | 397                                             | 397                                             |
| 1858 | 1858                                            |                                                 | 393                                             | 393                                             |
| 1864 | 1864                                            |                                                 | 397                                             | 397                                             |
| 1871 | 1871                                            |                                                 | 378                                             | 378                                             |
| 1875 | 1875                                            |                                                 | 363                                             | 363                                             |
| 1885 | 1885                                            |                                                 | 334                                             | 334                                             |
| 1895 | 1895                                            |                                                 | 334                                             | 334                                             |
| 1905 | 1905                                            |                                                 | 334                                             | 334                                             |
| 1910 | 1910                                            |                                                 | 355                                             | 355                                             |
| 1925 | 1925                                            |                                                 | 308                                             | 308                                             |
| 1939 | 1939                                            |                                                 | 330                                             | 330                                             |
| 1946 | 1946                                            |                                                 | 523                                             | 523                                             |
| 1950 | 1950                                            |                                                 | 482                                             | 482                                             |
| 1956 | 1956                                            |                                                 | 429                                             | 429                                             |
| 1961 | 1961                                            |                                                 | 401                                             | 401                                             |
| 1967 | 1967                                            |                                                 | 432                                             | 432                                             |
| 1980 | 1980                                            |                                                 | ?                                               | ?                                               |
| 1990 | 1990                                            |                                                 | ?                                               | ?                                               |
| 2000 | 2000                                            |                                                 | ?                                               | ?                                               |
| 2010 | 2010                                            |                                                 | ?                                               | ?                                               |
| 2011 | 2011                                            |                                                 | 423                                             | 423                                             |
| 2016 | 2016                                            |                                                 | 435                                             | 435                                             |
| 2019 | 2019                                            |                                                 | 429                                             | 429                                             |
| Datenquelle: Historisches Gemeindeverzeichnis für Hessen: Die Bevölkerung der Gemeinden 1834 bis 1967. Wiesbaden: Hessisches Statistisches Landesamt, 1968. Weitere Quellen: LAGIS; nach 1970: Stadt Frankenau:; Zensus 2011 |                                                 |                                                 |                                                 |                                                 |

## Religion
Kirche
Vermutlich kurz nach der Gründung des Ortes wurde eine Kapelle errichtet. Diese war die Grablege der Herren von Huhn. Im Jahr 1636 wurde eine neue Kirche in der Ortsmitte erbaut.
1898 wurde die heutige Kirche, ein Sandsteinbau, an anderer Stelle errichtet. In den 1930er Jahren wurden der Innenraum neu gestaltet. Über dem Triumphbogen am Chorraum befindet sich seitdem der Bibelspruch, der Psalm 23, „Der Herr ist mein Hirte“. Im Februar 1962 erhielt die Kirche eine Orgel mit acht Registern. 1966/67 wurde die Kirche mit einem neuen Anstrich versehen. Im Jahr 1989 erfolgte eine grundlegende Überholung der gesamten Inneneinrichtung, unter anderem wurde die Farbgebung aus dem Erbauungsjahr wieder hergestellt. Nach einem Blitzeinschlag in den Turm am 17. Mai 1988 wurde die Läut- und Glockenanlage beschädigt und musste saniert werden. Weitere Instandsetzungs- und Renovierungsarbeiten erfolgten zum Ende der 1990er Jahre. Am 9. September 2002 wurde der Turm erneut durch einen Blitzeinschlag stark beschädigt. Heute ist der Turm durch einen Blitzableiter gesichert.
Historische Religionszugehörigkeit
| • 1885: | 334 evangelische (= 100,00 %) Einwohner                             |
| • 1961: | 366 evangelische (= 91,2758 %), 30 katholische (= 7,48 %) Einwohner |

### Heutige Gemeinden
- Heute existiert in Ellershausen noch eine hugenottische Gemeinde.
- Ellershausen hat ein evangelisches Pfarramt, zu dem auch Allendorf und Louisendorf gehören.